# Кислотно-основное равновесие
Кисло́тно-осно́вное равнове́сие — относительное постоянство соотношения кислота-основание внутренней среды живого организма. Также называют кислотно-щелочным балансом, равновесием кислот и оснований. Является составной частью гомеостаза. Количественно характеризуется либо концентрацией водородных ионов (протонов) в молях на 1 л, либо водородным показателем pH.

## Механизм
Ткани живого организма весьма чувствительны к колебаниям показателя pH — за пределами допустимого диапазона (7,37—7,44), происходит денатурация белков: разрушаются клетки, ферменты теряют способность выполнять свои функции, возможна гибель организма. Поэтому кисло́тно-щелочно́й баланс в организме жёстко регулируется. Существует несколько буферных систем, которые обратимо связывают ионы водорода и препятствуют каким-либо изменениям показателя pH. Бикарбонатная буферная система (мощная и наиболее управляемая среди буферных систем) имеет особо важное значение: избыток протонов (H+, ионов водорода) взаимодействует с ионами бикарбоната (HCO3−) с образованием угольной кислоты (H2CO3). В дальнейшем уменьшение количества угольной кислоты происходит в результате ускоренного выделения углекислого газа (CO2) в результате гипервентиляции лёгких (концентрация определяется давлением в альвеолярной газовой смеси).